# Inwijdingsrituelen van Surinaamse marrons
De marrons van Suriname kennen verschillende inwijdingsrituelen. Deze rituelen voert men uit tijdens georganiseerde bijeenkomsten. Er zijn vier verschillende inwijdingsrituelen waarbij het kind centraal staat. Men staat ten eerste stil bij de komst van een nieuw leven in een familie. Hierna volgen er voor de meisjes twee rituelen voordat zij tot volwassen vrouw worden verklaard. Voor de jongens is er een ritueel voordat zij als volwassen mannen worden gezien.

## Puu pikin a doo
Puu pikin a doo is Aukaans voor ‘kind naar buiten brengen’. Het is dan ook een ceremonie waarbij een pasgeboren kind voor het eerst buitenshuis komt ter kennismaking met de familieleden en de directe leefomgeving. Dit gebeurt bij meisje acht dagen en bij jongens negen dagen na de geboorte.  Tijdens deze feestelijke verwelkoming van de baby wordt er in eerste instantie gebeden. Hiernaast worden er goede wensen uitgesproken en cadeautjes uitgedeeld. De ceremonie doet enigszins denken aan een Westers kraamfeest. 
De ceremonie heeft een immaterieel en materieel doel.
- Immaterieel: Drie belangrijke energieën van het kind krijgen aandacht van de familieleden. De Akaa, Bungadu en de Nenseki.  De familieleden wensen de ouders wijsheid toe tijdens de opvoeding van het kind. Tevens wordt God geprezen voor de kracht die hij de moeder heeft geschonken om het kind te dragen en ter wereld te brengen.

Een voorbeeldig familielid krijgt de eer om het kind in contact te brengen met de grond. Dit wordt poti pikin gogo a doti genoemd. Vrij vertaald wil dit zeggen dat het kind met zijn of haar achterste op de aarde wordt gezet. 
- Materieel: Zowel het kind als de ouders krijgen cadeaus van familieleden. Ook kunnen de man en vrouw cadeaus aan elkaar geven. De geschenken bestaan bijvoorbeeld uit  speelgoed, kleding, sieraden, teksten of geld. De personen die de moeder tijdens de zwangerschap hebben bijgestaan krijgen vaak ook een kleinigheid.

### Rolverdeling tijdens de ceremonie
Tijdens de ceremonie doet iedereen mee, maar een broer of neef van de vader die kennis van zaken heeft, regisseert de ceremonie. De zussen en nichten van zowel de vader als moeder van het kind voeren ter assistentie verschillende taken uit. Deze taken bestaan uit onder andere het presenteren van de cadeaus en met het kind letterlijk buiten het huis treden. Hiernaast is het ook een zus of nicht van de vader die tijdens een ronde met het kind langs alle genodigden loopt. Tijdens deze ronde wordt er met pimba [witte klei] een stip geplaatst op het voorhoofd van de baby. Tijdens deze handeling wordt er een wens uitgesproken. De grootouders geven indien nodig aanwijzingen of grijpen in wanneer er dingen mis dreigen te gaan. 
Voorafgaand wordt er geen script geschreven. De rolverdeling wordt ter plaatse gedaan. De familieleden die een rol toebedeeld krijgen doen altijd enthousiast mee en ervaren het effect van een spontane samenwerking.

## Gi kwei

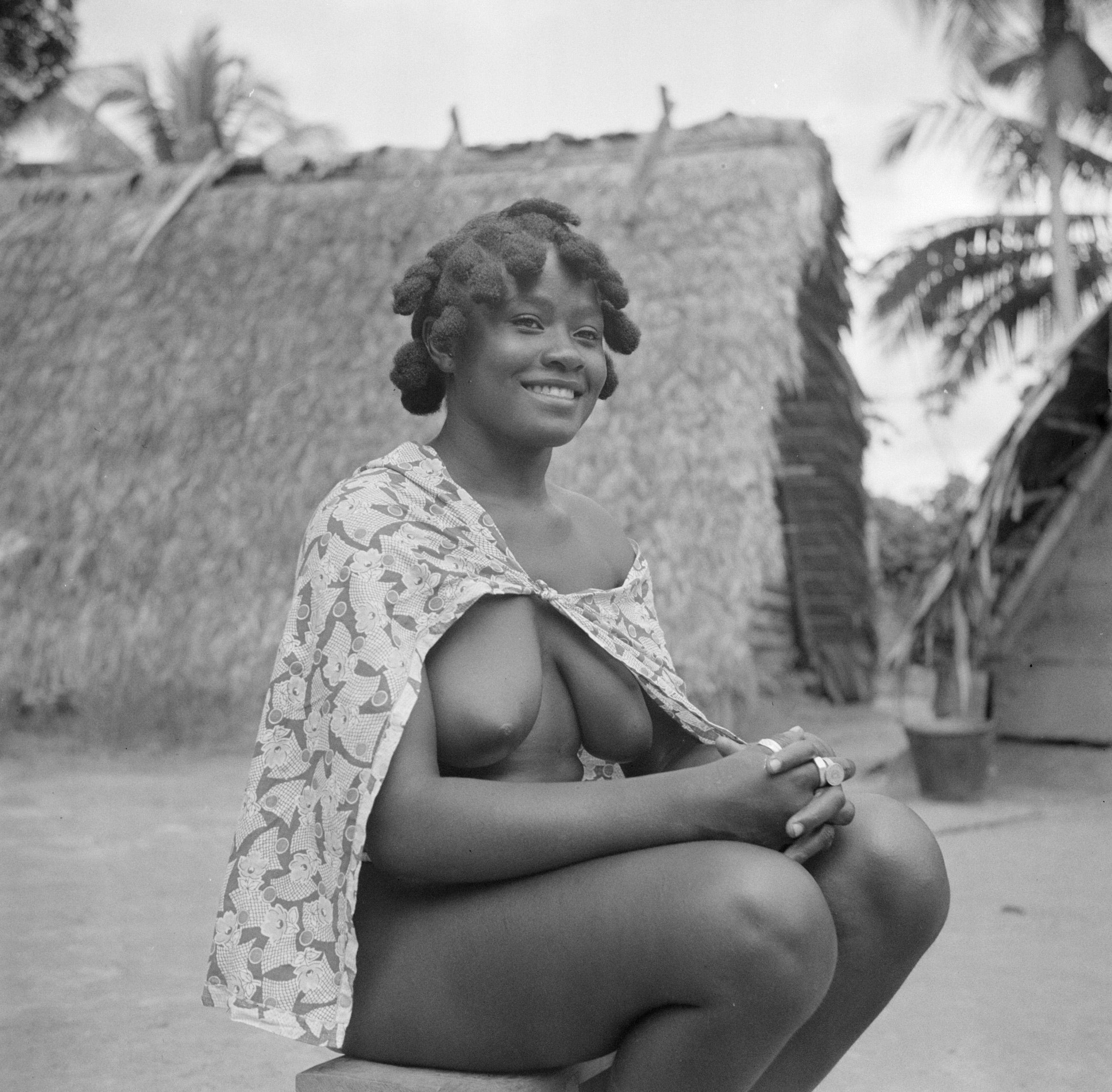
Een jonge nog ongetrouwde en nog niet volwassen verklaarde vrouw in 1947 te Langatabbetje traditioneel gekleed in kwei en schouderdoek die de rug en bovenste deel van de traditioneel blote billen enigszins bedekt

Gi kwei ook wel kojo genoemd is voor een meisje in de marrongemeenschap het tweede ritueel. Dit wordt uitgevoerd door zussen en nichten van de vader van het meisje. Het ritueel vindt plaats op het moment dat er bij het jonge meisje voor het eerst schaamhaar zichtbaar is of kort na de eerste menstruatie. Het is een fase op weg naar volwassenheid. Het meisje krijgt een touwtje om haar middel gebonden waaraan men een lapje (kwei) bevestigt dat haar schaamstreek bedekt maar haar blote billen nog steeds onbedekt laat.

## Gi pangi
Gi pangi betekent letterlijk het geven van een pangi [omslagdoek]. Bij de gi pangi-ceremonie wordt een meisje tot volwassen vrouw verklaard. In de traditionele marronsamenleving is de leeftijd niet doorslaggevend waardoor het per meisje afhankelijk is op welke leeftijd de familie ervoor kiest om haar tot vrouw in te wijden. Veelal worden de meisjes  tussen hun zestiende en negentiende jaar levensjaar geïnitieerd tot volwassene en dragen vanaf dat moment een pangi. Voor die leeftijd werd in traditionele gemeenschappen dus slechts een kwei gedragen en bleven het bovenlichaam (inclusief de borsten) en billen van het meisje gewoon onbedekt.
Een pangi is een doek die om de middel wordt gedragen. Deze klederdracht dragen marrons in het binnenland van Suriname nog altijd, al sinds de slaventijd. Jaarlijks kregen de slaven stoffen waarvan zij de klederdracht maakten. 
De jongedame wordt door haar tantes uitgekleed waarna haar naakte lichaam geheel wordt bedekt met pangi’s. De tantes wensen haar veel geluk in haar leven als volwassen vrouw en geven adviezen over hoe de jongedame zich als een voorbeeldige vrouw moet gedragen. Gekleed in de pangi’s krijgt de jongedame van de aanwezigen geschenken mee ten behoeve van haar uitzet. Deze bestaat veelal uit gerei en textiel voor in de keuken. 
Het gezelschap verlaat het huis waar alles heeft plaatsgevonden. Er worden in de tussentijd verschillende liederen gezongen en gedanst. Al zingend en dansend gaat men het hele dorp rond waar de jongedame bij het langsgaan bij medebewoners van het dorp (veelal familie), nog meer geschenken krijgt. 
Als het meisje al een relatie had, dan mag ze vanaf dat ze een pangi heeft gekregen verhuizen naar haar man. Als ze nog geen man heeft, dan is dit het moment waarop zij het ouderlijk huis verlaat en zelfstandig gaat wonen.

## Gi kamisa
Gi kamisa is een ritueel waarbij een jongen wordt ingewijd als man binnen de gemeenschap. Dit vindt meestal plaats wanneer de jongen 18 jaar is of wanneer een jongen in staat is om zogenaamd 'mannenwerk' te doen. Hieronder worden in de traditionele marrongemeenschap vaardigheden verstaan die een bijdrage leveren aan primaire levensbehoeften. Zo zijn het de mannen die jagen en vissen of huizen bouwen.  
Tijdens de gi kamisa kleedt een jongeman zich uit in het bijzijn van een of meerdere ooms van vaderskant. Hierna krijgt hij een touwtje om zijn middel geknoopt waarna de kamisa [lendendoek] wordt gedragen. De ooms geven in de tussentijd aan dat het vanaf nu het leven als echte man begint.